# فريد فانفليت
فريد فانفليت (بالإنجليزية: Fred VanVleet)‏ مواليد 25 فبراير 1994، هو لاعب كرة سلة أمريكي ويحمل الرقم 23. يبلغ طوله 6 قدم 0 بوصة (1.8 م).<ref>

## روابط خارجية
- فريد فانفليت على موقع إن بي أي (الإنجليزية)
- فريد فانفليت على موقع سبورتس رفرنس (الإنجليزية)
- فريد فانفليت على موقع كرة السلة الأوروبية.كوم (الإنجليزية)
- فريد فانفليت على موقع DraftExpress.com (الإنجليزية)
- فريد فانفليت على موقع إي إس بي إن.كوم (الإنجليزية)
- فريد فانفليت على موقع كلية كرة السلة في سبورتس رفرنس.كوم (الإنجليزية)
- فريد فانفليت على موقع ريلجم (الإنجليزية)
- فريد فانفليت على موقع بروبوليرز (الإنجليزية)
- فريد فانفليت على موقع سبورتس رفرنس (الإنجليزية)